# تيسو
تيسو (بالإنجليزية: Tissot)‏ هي شركة إنتاج ساعات سويسرية تأسست عام 1853 بواسطة تشارلز-فيليسن تيسو وابنه تشارلز-إيميلي الذين أسسوا مصنع تيسو في مقاطعة كانتون نيوشاتل السويسرية.

## معرض الصور

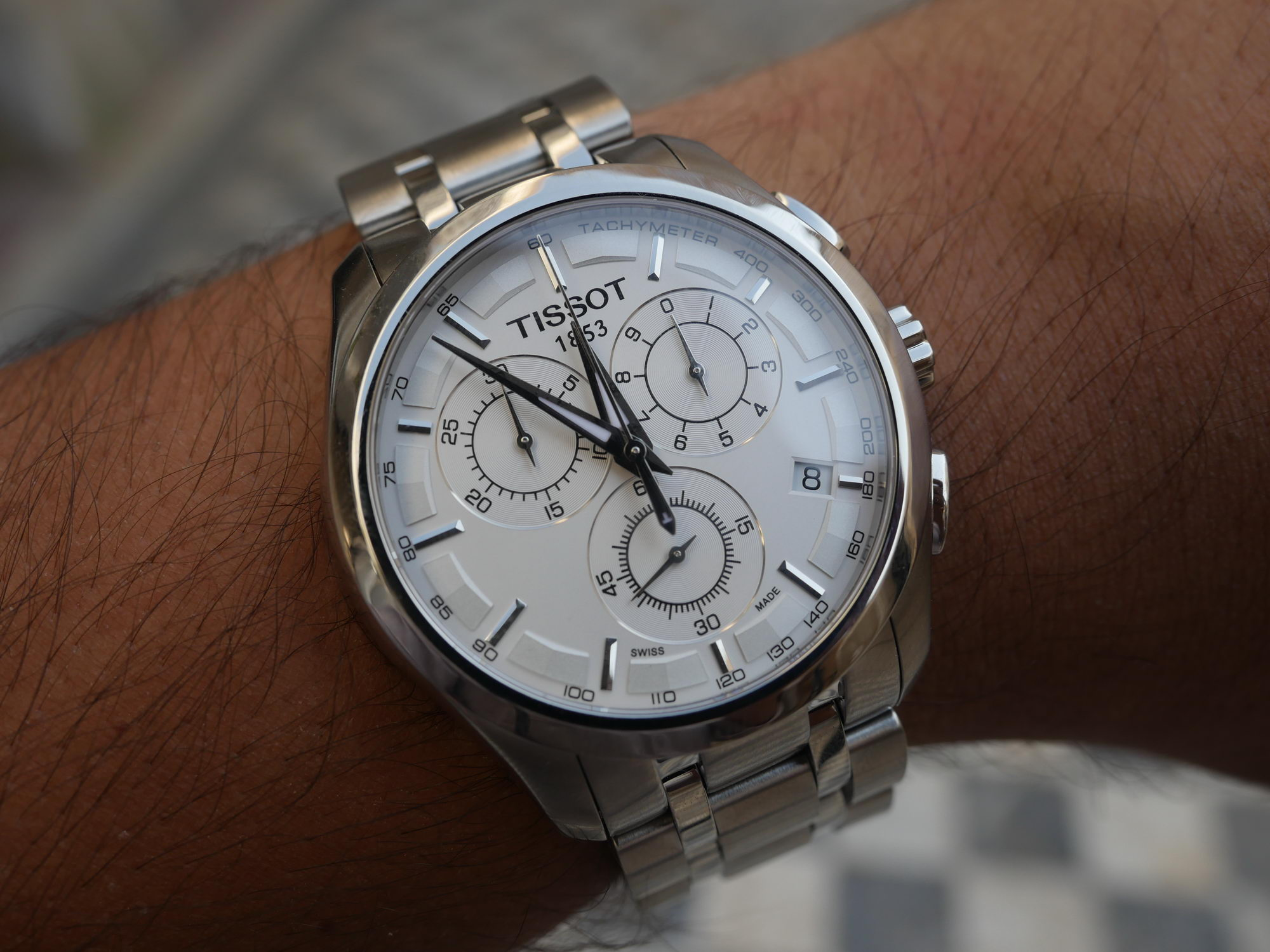
Tissot Couturier
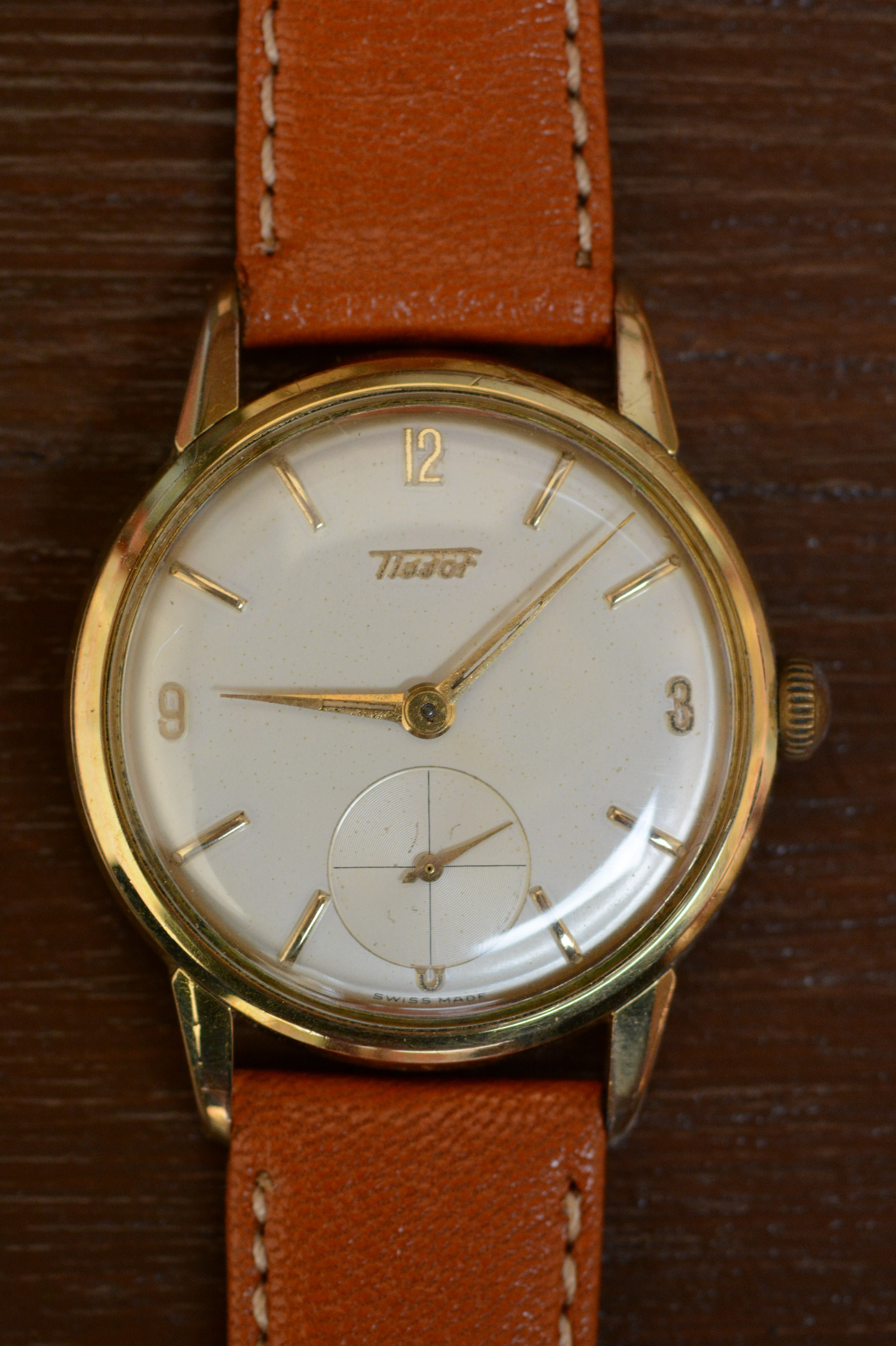
Tissot 1958
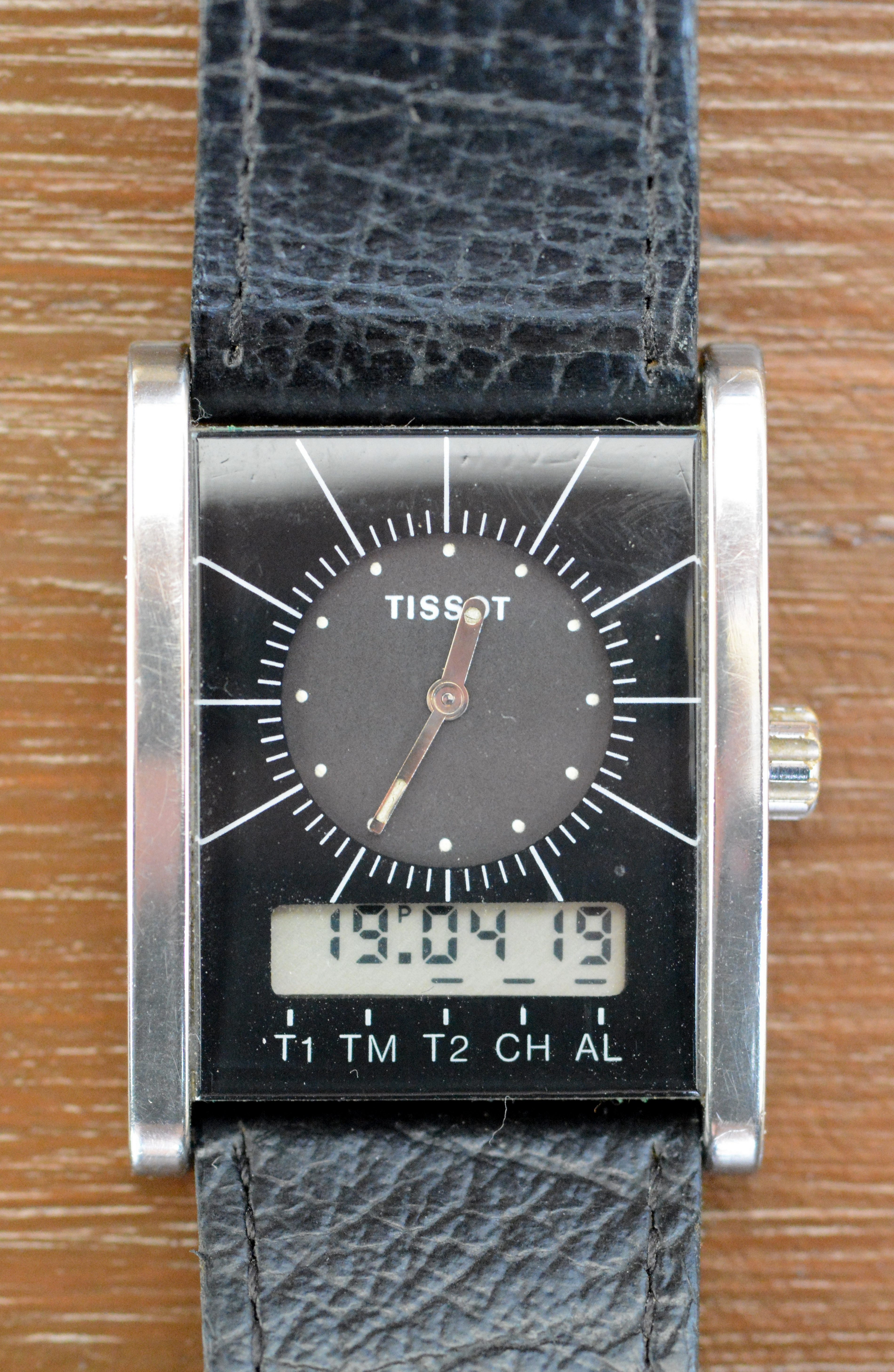
Tissot Twotimer, 1990
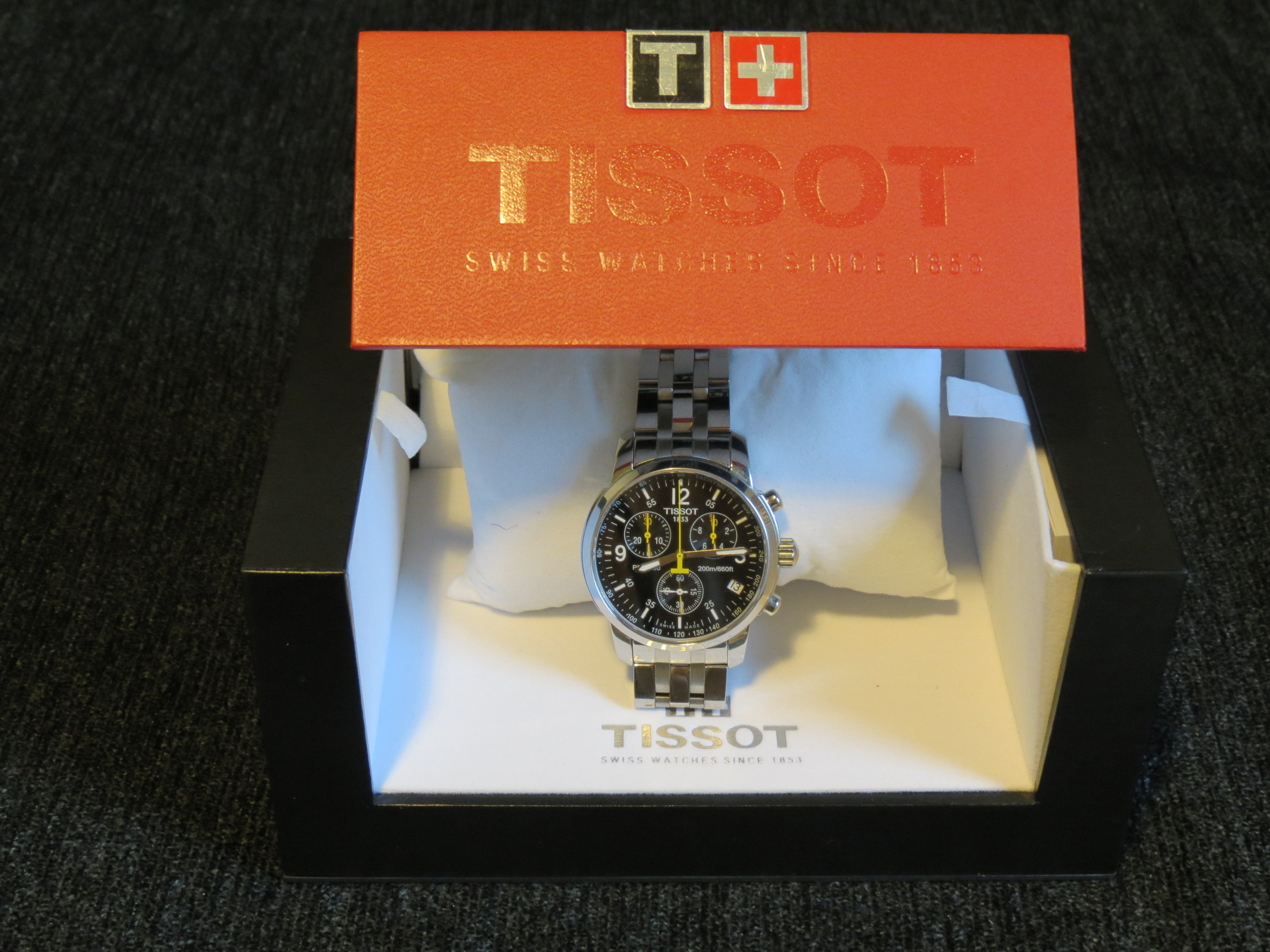
Tissot PRC 200 (T17.1.586.52)
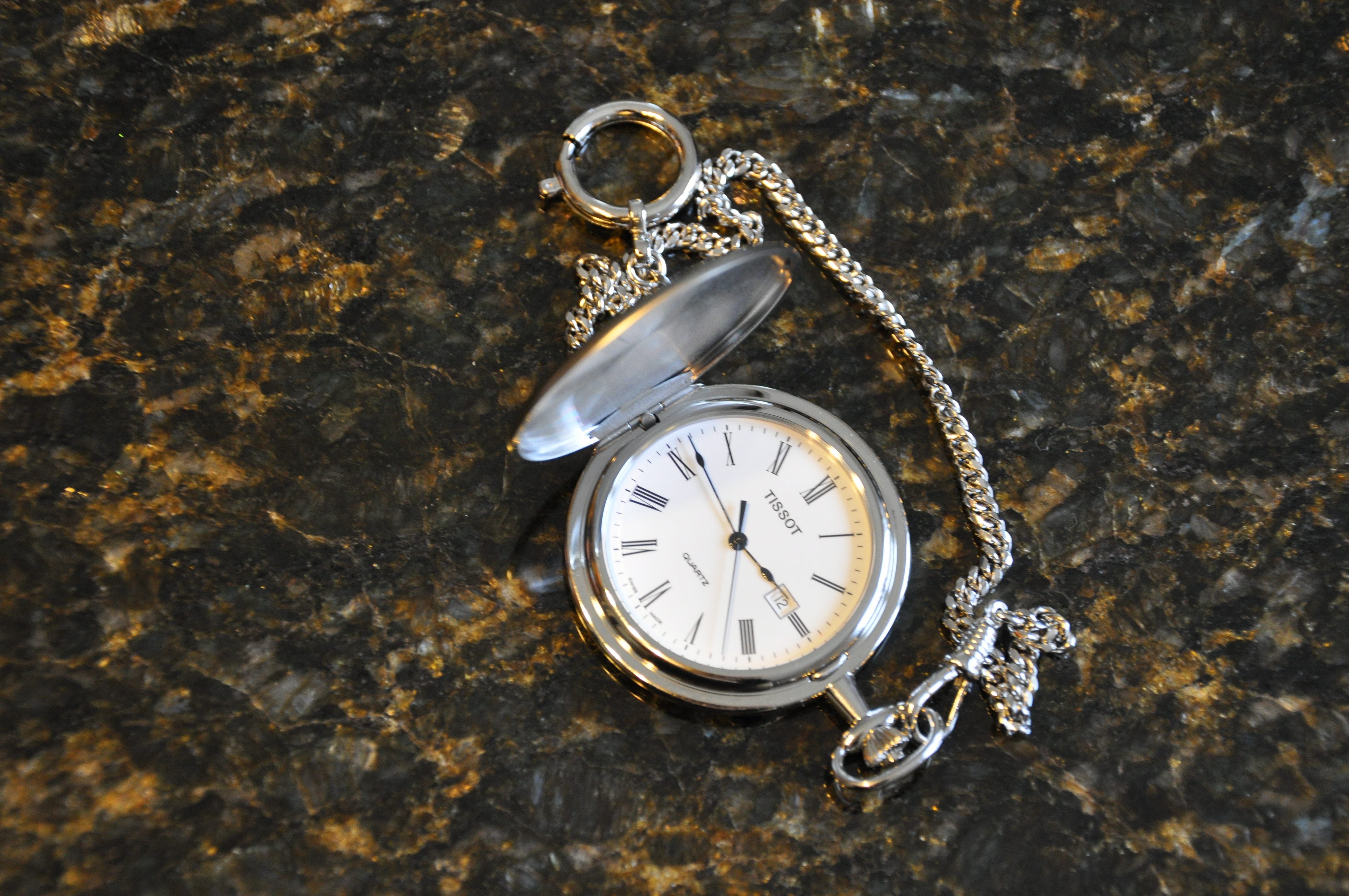
Tissot ساعة جيب, open krishna
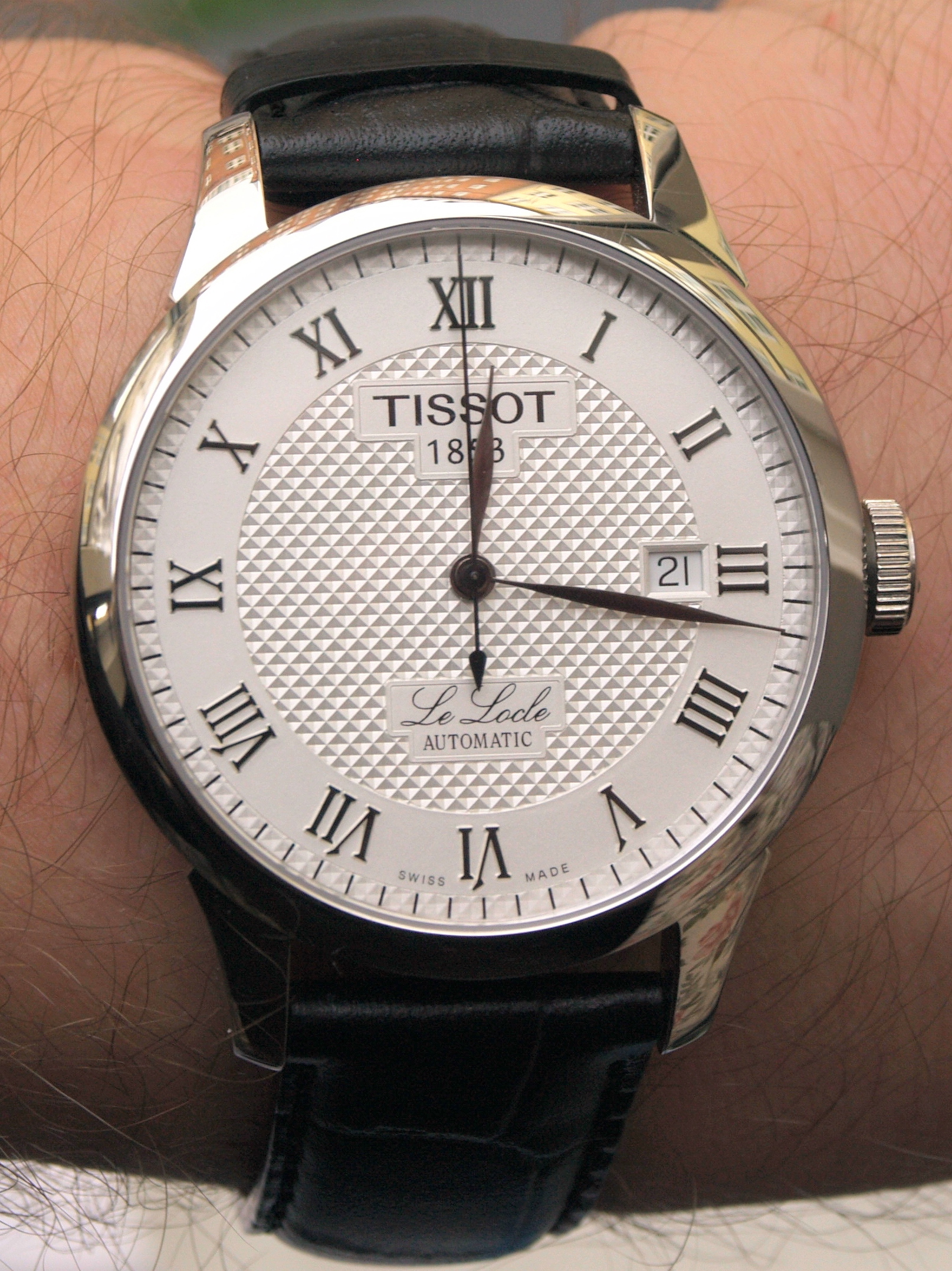
Tissot Le Locle
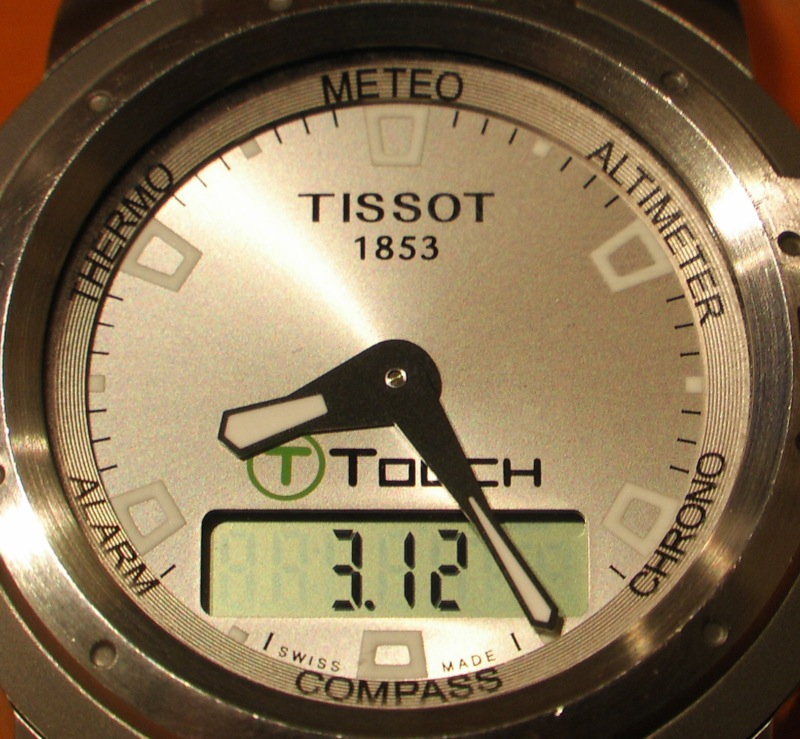
Tissot T-Touch

## وصلات خارجية
- الموقع الرسمي
- مجموعة سواتش